# Niederhasli
Niederhasli es una comuna suiza del cantón de Zúrich, situada en el distrito de Dielsdorf. Limita al norte con las comunas de Steinmaur y Niederglatt, al este con Oberglatt, al sureste con Rümlang, al sur con Regensdorf, al suroeste con Buchs, y al oeste con Dielsdorf.